# バーンサイドの定理

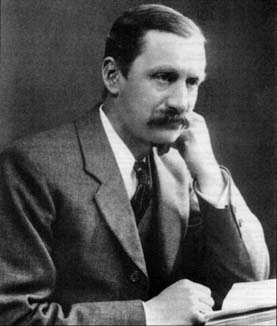
ウィリアム・バーンサイド

数学におけるバーンサイドの定理（バーンサイドのていり、英: Burnside theorem）は、位数が素数 p , q と非負整数 a , b により
{\displaystyle p^{a}q^{b}\ }
と書ける有限群 G は必ず可解群になることを主張する群論の定理である。この定理は位数が pa と書ける有限群（p 群）は必ず（冪零群であるから）可解群になる、というよく知られた主張の拡張と見做せる。これより、任意の非可換な有限単純群の位数は少なくとも3個以上の素因数を持たねばならない。
バーンサイドの定理は次のフィリップ・ホールによる名高い可解群の特徴づけの特別な場合である。
有限群が可解群であることと、任意の素数 p に関してホール p′-部分群が存在することは同値である。

## 歴史
この定理はウィリアム・バーンサイドにより有限群の表現論を使って証明された(Burnside 1904)。いくつかの特別な場合は既にバーンサイド、ジョルダン、フロベニウスといった数学者によって証明が与えられていた。ジョン・G・トンプソンは自身のN群の理論によって表現論を使わない証明が得られると指摘し、実際に位数が奇数の場合の証明(Goldschmidt 1970)、位数が偶数の場合の証明(Bender 1972)が与えられた。Matsuyama (1973) は証明を簡単にした。

## 証明
背理法による。
p ,q を固定する。位数がこの形で書けるような非可解群がもし存在するなら、その中で位数が最小となるものがあるから、はじめから G がそのような位数最小の群であるとしてよい。
G の中心 Z(G) は単位元のみからなる。また a も b も0でない。
G が自明でない正規部分群 H を持てば、位数の最小性より H と商群 G/H はともに可解群になるから、G も可解群となって矛盾する。よって G は単純群である。
G の中心 Z(G) は G の正規部分群だが、G は可換群ではあり得ないので G 自身とは一致せず、よって単位元のみになるしかない。
a または b が0だとすると、G は有限 q-群（または有限 p-群）であり、よって冪零群となり、従って可解群になって矛盾する。
共役類の元の個数が qd （ d > 0 ）であるような G の元 g が存在する。
シローの定理より、G には位数 pa の部分群 S が存在する。S は非自明な p-群だから、その中心 Z(S) は非自明である。そこで単位元でない {\displaystyle g\in Z(S)} がとれる。
g と共役な元の個数は共役作用についての固定部分群 Gg の指数 [G : Gg] に等しく、それは S の指数 qb を割り切る。なぜなら S は Gg の部分群だからである。
よって共役な元の個数は qd の形に書ける。さらに g は単位元でなかったから G において中心的でなく、整数 d は正である。
以下、群 G の複素数体 C 上の一般線型群における表現を考察する。
G の非自明な既約表現 ρ：G → GLn(C) とその既約指標 χ で、次元 n が q で割り切れず、複素数 χ(g) が0にならないようなものが存在する。
(χi)1≤i≤h を G の C 上の既約指標全体（ χ1 は自明指標）とする。g は単位元 1G と共役でないから、群の指標表における直交関係より
ここで χi(g) は正則行列 ρ(g) の固有値の和に等しいが、ρ(g) の最小多項式は {\displaystyle T^{\operatorname {ord} (g)}-1} を割り切るので、固有値はみな1の冪根である。よって χi(g) は代数的整数である。
もし、χ(g) が0にならないような全ての非自明な既約指標について χ(1G) が q で割り切れるならば
となる。ところが左辺は有理整数でない有理数だから代数的整数ではなく、右辺は代数的整数の有理整数倍の和だから代数的整数であり、矛盾する。よって望んでいた条件を満たす既約指標の存在が言えた。
複素数 qdχ(g)/n は代数的整数である。
G 上の任意の有理整数値類関数 u に対し、群環の一般論より
は有理整数環 Z 上整であり、特に g の共役類上で1、それ以外で0をとるような類関数 u を選んだときの
は代数的整数である。
複素数 χ(g)/n は代数的整数である。
q と n は互いに素だから、ベズーの補題より有理整数 x , y で
を満たすものが存在する。この左辺は代数的整数の有理整数倍の和だから、代数的整数になる。
g の ρ による像は単位行列の複素数倍である。
複素数 ζ := χ(g)/n は代数的整数だから、そのノルム N(ζ) （ ζ の Q上の最小多項式の根全体（共役数）を掛け合わせたもの）は0でない有理整数になる。
ζ およびその共役数はいずれも1の冪根（ρ(g) の固有値）の算術平均なので、絶対値は1以下である。一方それらの積 N(ζ) は1以上だから、絶対値はちょうど1でなければならない。
特に ζ の絶対値は1であり、これは ρ(g) の固有値が全て等しいことを意味する。よって ρ(g)  の対角化を考えると、 ρ(g) 自身が単位行列の複素数倍であることがわかる。
結論
N を ρ の核とする。ρ(g) は像 Im(ρ) において中心的であるが、 g は G において中心的ではない。G/N と Im(ρ) が標準的に同型である（ {\displaystyle xN\mapsto \rho (x)} ）ことを考えると、N は単位元以外の元を含む。ここで G は単純群だから、N は G と一致する。ところがこれは、 ρ は自明表現でないとしていた仮定と矛盾する。
以上よりバーンサイドの定理は証明された。Q.E.D.